# Lahnajärvi (sjö i Finland, Södra Savolax, lat 61,60, long 27,00)
Lahnajärvi är en sjö i Finland. Den ligger i kommunen S:t Michel i landskapet Södra Savolax, i den södra delen av landet, 190 km nordost om huvudstaden Helsingfors. Lahnajärvi ligger 115,5 meter över havet. I omgivningarna runt Lahnajärvi växer i huvudsak blandskog. Arean är 93,5 hektar och strandlinjen är 7,13 kilometer lång. Sjön  ingår i Kymmene älvs huvudavrinningsområde. 